# Дахновіч
Дахновіч (рум. Dahnovici) — село у Гинчештському районі Молдови. Входить до складу комуни, адміністративним центром якої є село Бобейка.

## Населення
За даними перепису населення 2004 року у селі проживали 1157 осіб.
Національний склад населення села:
| Національність | Кількість осіб | Відсоток |
| -------------- | -------------- | -------- |
| молдавани      | 1153           | 99,7%    |
| росіяни        | 2              | 0,2%     |
| українці       | 1              | 0,1%     |
| гагаузи        | 1              | 0,1%     |
| Всього         | 1157           | 100%     |